# Prays
Prays é um gênero de mariposa pertencente à família Acrolepiidae.

## Espécies
- P. acmonias - (Meyrick, 1914)
- P. adspersella - (Herrich-Schäffer, 1855)
- P. alpha - (Moriuti, 1977)
- P. amblystola - (Turner, 1923 )
- P. autocasis - (Meyrick, 1907)
- P. beta - (Moriuti, 1977)
- P. caenobitella - (Hübner, 1816)
- P. calycias - (Meyrick, 1907)
- P. chrysophyllae - (Silvestri, 1915)
- P. cingulata - (H.L. Yu & H.H. Li, 2004)
- P. citri - (Milliére, 1873)
- P. curalis - (Meyrick, 1914)
- P. curulis - (Meyrick, 1914)
- P. delta - (Moriuti, 1977)
- P. ducalis - (Meyrick, )
- P. endocarpa - (Meyrick, 1919)
- P. endolemma - (Diakonoff, 1967)
- P. epsilon - (Moriuti, 1977)
- P. erebitis - (Meyrick, )
- P. fraxinella - (Bjerkander, 1784)
- P. friesei - (Klimesch, 1992)
- P. fulvocanella - (Walsingham, 1907)
- P. gamma - (Moriuti, 1977)
- P. ignota - (J.F.G.Clarke, 1986)
- P. inconspicua - (H.L. Yu & H.H. Li, 2004)
- P. inscripta - (Meyrick, 1907)
- P. iota - (Moriuti, 1977)
- P. kappa - (Moriuti, 1977)
- P. kalligraphos - (J.C. Sohn & C.S. Wu, 2011)
- P. lambda - (Moriuti, 1977)
- P. liophaea - (Meyrick , 1927)
- P. lobata - (H.L. Yu & H.H. Li, 2004)
- P. moschettinella - (Costa, )
- P. nephelomima - (Meyrick, 1907)
- P. oleae - (Bernard, 1788)
- P. oliviella - (Boyer, 1837)
- P. omicron - (Moriuti, 1977)
- P. parilis - (Turner, 1923)
- P. peperitis - (Meyrick, 1907)
- P. peregrina - (Agassiz, 2007)
- P. ruficeps - (Heinemann, 1854)
- P. sparsipunctella - (Turati, 1924)
- P. stratella - (Zeller, 1877)
- P. sublevatella - (Viette, 1957)
- P. temulenta - (Meyrick, 1910)
- P. tineiformis - (J.C. Sohn & C.S. Wu, 2011)
- P. tyrastis - (Meyrick, 1907)
- P. xeroloxa - (Meyrick, 1935)